# Gurú Amar Das
Gurú Amar Das (1479, Amritsar – 1574, Amritsar, India) fue el tercer gurú del sijismo. Fue muy venerado por su sabiduría y devoción, volviéndose gurú a la edad de 73 años. Se hizo famoso por sus esfuerzos misioneros para difundir el sijismo y por haber dividido el Panyab en 22 diócesis. Con la finalidad de fortalecer la fe, ordenó efectuar tres grandes festivales sij cada año e hizo de la ciudad de Goindwal, un centro de aprendizaje del sijismo. Amplió los descastados langares y precisó que cualquiera que quisiera verle debería primero comer ahí. Abogó por una posición intermedia entre los extremos del ascetismo y el placer sensual, purificó al sijismo de prácticas hindúes, impulsó los matrimonios entre castas, prohibió el rito hindú del sati (suicidio o asesinato de viudas) y permitió que las viudas se volvieran a casar.
- Datos: Q454703
- Multimedia: Guru Amar Das / Q454703